# Nori Aoki
Pour les articles homonymes, voir Aoki.
Norichika « Nori » Aoki (青木 宣親, Aoki Noichika, né le 5 janvier 1982 à Hyūga, préfecture de Miyazaki, Japon) est un voltigeur retraité de la Ligue majeure de baseball. 
Aoki joue avec les Tokyo Yakult Swallows de la Ligue centrale du Japon de 2004 à 2011. Il s'aligne avec l'équipe japonaise aux Classiques mondiales de baseball de 2006 et 2009 ainsi qu'aux Jeux olympiques de 2008. Il rejoint la MLB en 2012 et évolue chez les Brewers de Milwaukee (2012-2013), les Royals de Kansas City (2014), les Giants de San Francisco (2015) et les Mariners de Seattle (2016) avant de rejoindre en 2017 les Astros de Houston.

## Carrière

### Japon

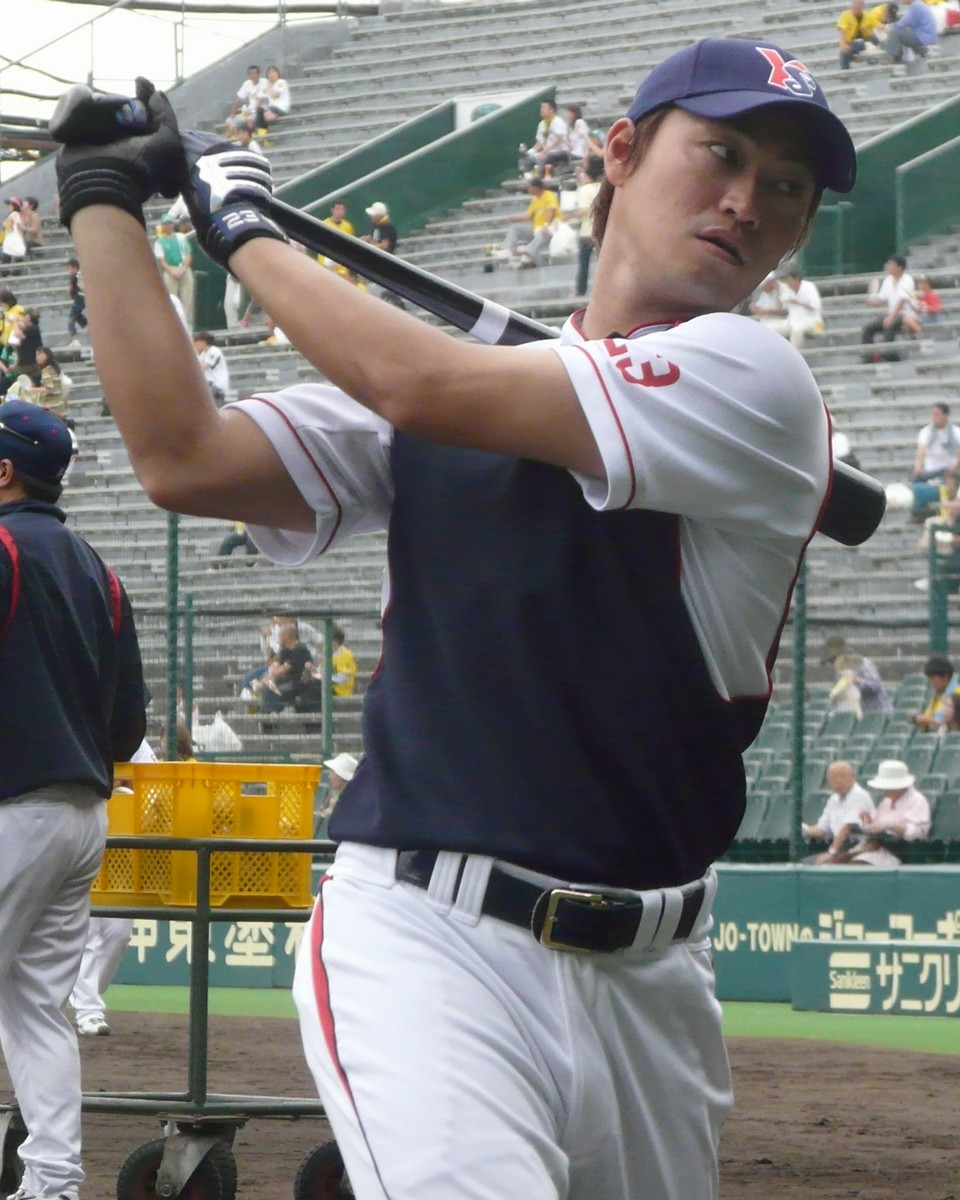
Norichika Aoki avec les Swallows en 2008.

Norichika Aoki devient en 2005 le deuxième joueur de l'histoire de la ligue Nippon Professional Baseball (NPB) à frapper au moins 200 coups sûrs en une saison. Avec 202, il établit le nouveau record de la Ligue centrale mais ne bat pas le record de 214 coups sûrs établi en 1994 par Ichiro Suzuki des Orix BlueWave de la Ligue Pacifique. 
Aoki, qui joue ses premiers matchs avec les Swallows en 2004, est élu recrue de l'année 2005 en Ligue centrale. Il participe à 7 matchs d'étoiles de la NPB, et est élu meilleur joueur de la partie en 2006 et 2009. Il est trois fois champion frappeur (2005, 2007, 2010) et une fois champion voleur de buts (2006) de la Ligue centrale.

### Ligue majeure de baseball

#### Brewers de Milwaukee

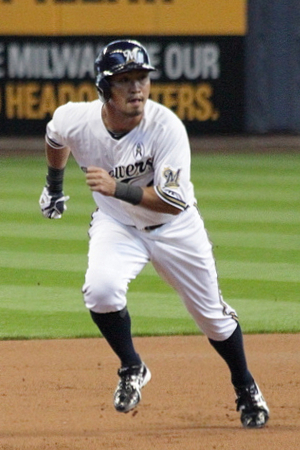
Norichika Aoki en 2013 avec Milwaukee.

En décembre 2011, les Brewers de Milwaukee de la Ligue majeure de baseball gagnent le droit de négocier avec le voltigeur de centre Norichika Aoki. Il est mis sous contrat pour deux ans en janvier.
Aoki fait ses débuts dans la MLB avec Milwaukee le 6 avril 2012 à l'âge de 30 ans. Utilisé par les Brewers comme frappeur suppléant le 8 avril, il frappe le premier coup sûr de sa carrière nord-américaine contre le lanceur Mitchell Boggs des Cardinals de Saint-Louis et marque son premier point sur le jeu suivant, poussé au marbre par Álex González. Son premier circuit, réussi le 20 avril suivant, est un circuit à l'intérieur du terrain frappé aux dépens du lanceur Jhoulys Chacin des Rockies du Colorado. Aoki participe à 151 des 162 parties des Brewers en 2012. Il frappe 150 coups sûrs dont 37 doubles et 10 circuits, réussit 30 buts volés et compte 81 points. Sa moyenne au bâton s'élève à ,288 pour la saison. Il termine cinquième du vote désignant la recrue de l'année en Ligue nationale.
En 155 parties jouées pour les Brewers en 2013, Aoki frappe pour ,286 avec 8 circuits et 37 points produits. Il vole 20 buts et marque 80 points.

#### Royals de Kansas City

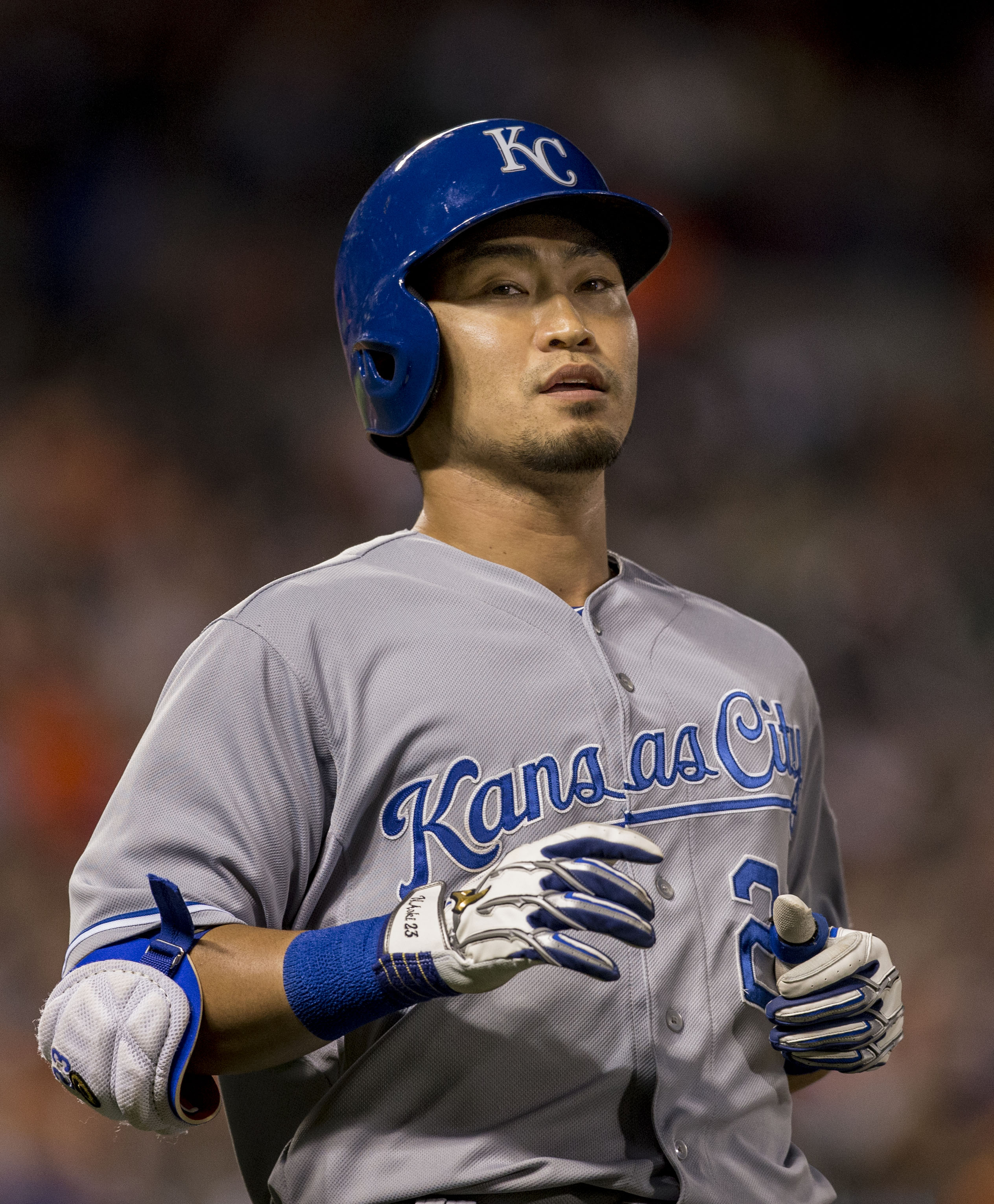
Nori Aoki en 2014 avec les Royals de Kansas City.

Le 5 décembre 2013, les Brewers de Milwaukee échangent Norichika Aoki aux Royals de Kansas City pour le lanceur gaucher Will Smith. 
Au champ droit pour les Royals en 2014, Aoki maintient une moyenne au bâton de ,285 en 132 parties jouées, avec un circuit, 63 points marqués, 43 points produits et 17 buts volés. Il atteint avec ses coéquipiers la Série mondiale 2014, perdue aux mains des Giants de San Francisco. Durant les séries éliminatoires, Aoki cède généralement sa place au champ droit à Lorenzo Cain en fin de rencontre, les Royals préférant faire entrer dans la partie un substitut défensif au champ centre, Jarrod Dyson. En 14 matchs éliminatoires, Aoki ne réussit que 8 coups sûrs au total, et un seul en 6 matchs de finale. Cette mauvaise Série mondiale ternit son bilan, puisqu'il réussit 4 coups sûrs en 12 dans la Série de divisions face aux Angels et 3 coups sûrs en 11 dans la Série de championnat de la Ligue américaine contre Baltimore.

#### Giants de San Francisco
Le 19 janvier 2015, Nori Aoki signe un contrat de 4 millions de dollars pour un an et une année d'option à 5,5 millions avec les Giants de San Francisco.
Aoki fait plusieurs séjours sur la liste des joueurs blessés en 2015 en raison d'une commotion cérébrale. En 93 matchs des Giants, il maintient une moyenne au bâton de ,287 et une moyenne de présence sur les buts de ,353.
Au terme de la saison, les Giants versent à Aoki 700 000 dollars pour invalider la seconde année de son contrat et lui rendre son statut d'agent libre.

#### Mariners de Seattle
Le 3 décembre 2015, Nori Aoki signe un contrat de 5,5 millions de dollars pour un an et une année d'option.

#### Astros de Houston
Aoki rejoint en 2017 les Astros de Houston.

#### Blue Jays de Toronto
Avec le joueur de champ extérieur des ligues mineures Teoscar Hernandez, Aoki est le 31 juillet 2017 échangé des Astros de Houston aux Blue Jays de Toronto en retour du vétéran lanceur gaucher Francisco Liriano.

### Mets de New York
Libéré par Toronto un mois après son arrivée, Aoki rejoint le 2 septembre 2017 les Mets de New York, sa troisième équipe en une saison.